# Лихи, Майк
Майкл Брайан «Майк» Лихи (англ. Michael Brian "Mike" Leahy; род. 1 января 1966, Стивентон) — британский ученый-вирусолог и телеведущий, известный благодаря роли ведущего в документальном сериале «Укуси меня» (англ. Bite Me) на канале National Geographic .

## Биография
Родился 1 января 1966 года в местечке Стивентон, графство Оксфордшир, Великобритания. Учился в средней школе Джона Мейсона в Абингдоне, но бросил её в 16 лет, после чего, десять лет проработал автомехаником.
Ему всё же удалось поступить в Оксфордский университет Брукса и затем в Оксфордский университет, которые он успешно закончил и получил учёную степень доктора вирусологии и молекулярной биологии.
В свои 30 лет Лихи бросил исследовательскую работу, решив стать телеведущим, представив три серии документальной передачи на канале BBC из цикла «Дикая Наука». Затем последовали съёмки для сериала канала National Geographic «Укуси меня» . Для этого Майклу пришлось посетить 25 мест в восьми странах, где он разыскивал ядовитых змей, рыб, беспозвоночных и другие опасные для человека организмы, часто испытывая на себе негативные последствия от контактов с ними. Он утверждал, что, во время съёмок сериала, его госпитализировали пять раз, а однажды, Лихи чуть не скончался в больнице от анафилактического шока, когда в Бразилии его укусили южноамериканские огненные муравьи. Первый эфир сериала состоялся в ноябре 2009 года.

## Фильмография

### Ведущий
- 2000—2005 — Дикая Наука / Rough Science — участник, в эпизодах 1, 2, 3
- 2004 — «BBC. Паразиты в организме человека / BBC. Body snatchers» — участник эксперимента (культивировал бычьего цепня внутри своего организма)
- 2009 — Укуси меня / Bite Me with Dr. Mike — ведущий

### Продюсер
- 2001 — Мутанты 2 / Mimic 2